# Judocus de Vos
Judocus de Vos, také Jodocus de Vos nebo Josse de Vos (1661–1662 Brusel, 1734 Brusel ?) byl vlámský tkadlec, umělecký řemeslník doby baroka a podnikatel. Vedl největší manufakturu tapisérií své doby v Bruselu, v tehdy španělském Nizozemí.

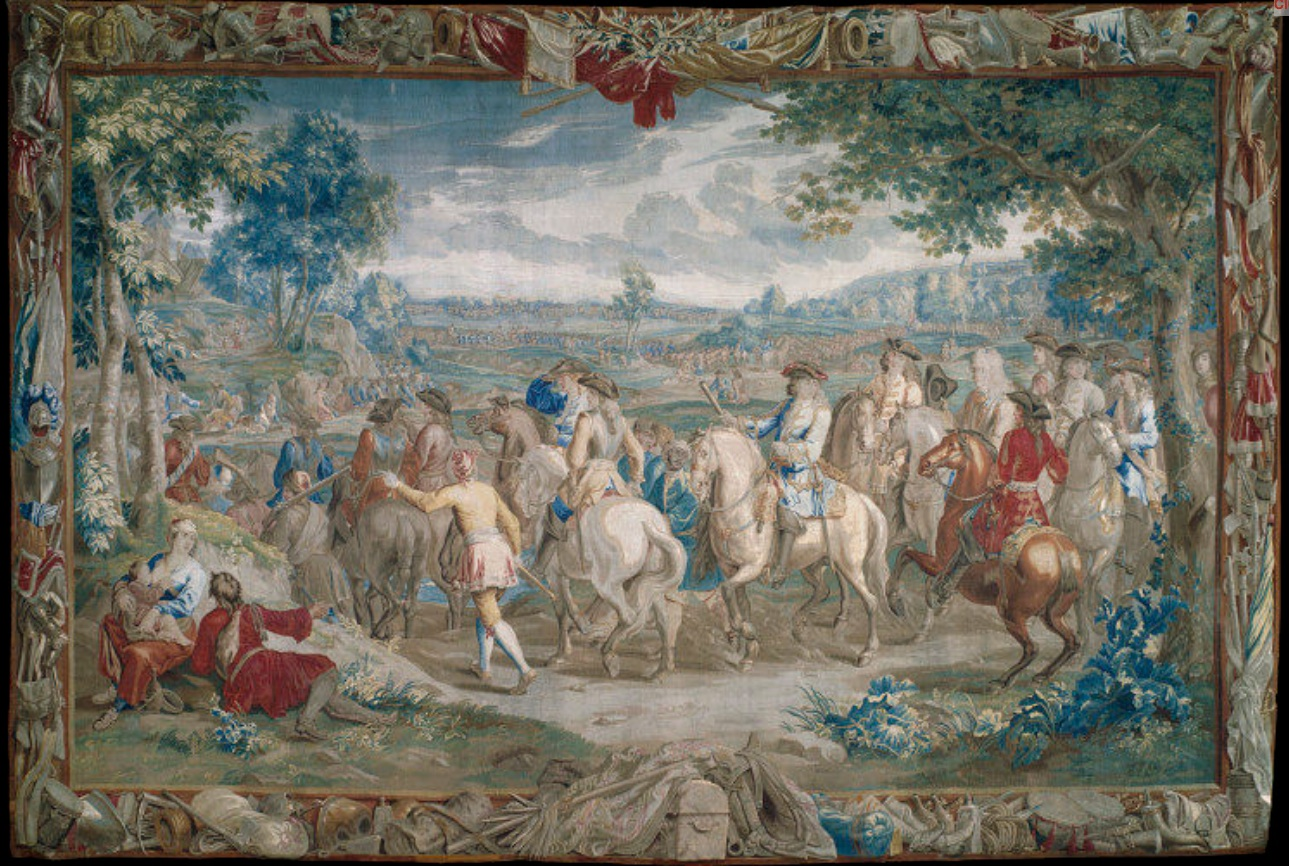
Březen - válečné umění; Judocus de Vos podle Philippa De Hondt; Victoria and Albert Museum Londýn

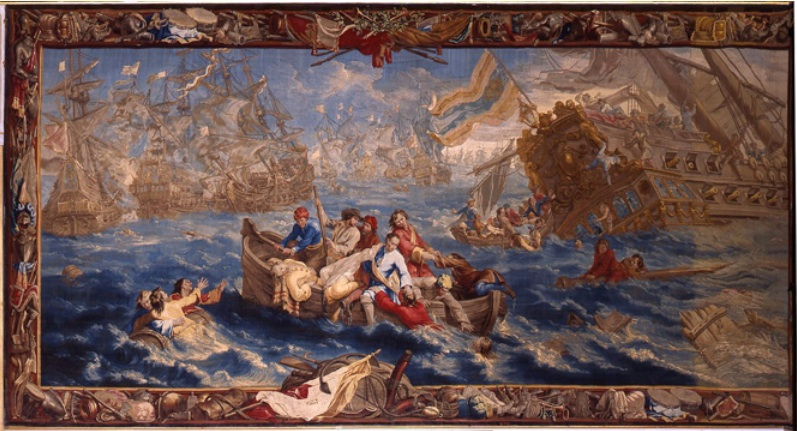
Námořní bitva ze série Válečné umění, podle Philippa De Hondt, Nový zámek Oberschleissheim

## Život
Narodil se v roce 1661 nebo 1662 jako syn tkalce Marcuse de Vos, po jehož smrti převzal vedení dílny a rozšířil obchodní nabídku tapisérií tak, že vyhledával zájemce o tapisérie a oslovoval malíře se zadáním nových námětů, například válečných.

## Malíři a návrháři
Lodewijk de Schor, Philipp de Hondt a další

## Dílo
- V letech 1699–1700 na španělskou  objednávku provedl sérii 29 tapisérií s výjevy z Nového zákona pro katedrálu sv. Jana v La Valettě na Maltě.
- V roce 1705 již vedl největší tkalcovskou dílnu v Bruselu, která provozovala 12 z 53 tkalcovských stavů ve městě, zaměstnával kolem 35 tkalců[1]
- 1707–1717 objednal John Churchill, vévoda z Marlborough, tapisérie pro svůj Blenheimský palác
- 1712–1724 objednal kníže Adam František ze Schwarzenbergu sérii 8 tapisérií Příběhy Telemachovy, z nichž 5 se zachovalo na  zámku Hluboká  a jedna ve Vídni[2]; signovány J.D.VOS a znakem  města Bruselu s iniciálami B/B po stranách.
- 1710–1715 utkána série tapisérií Měsíce pro pražský palác prince Lobkovice, nyní v Černínském paláci. [3].
- 1712–1721 císař Karel VI. objednal 12 tapisérií s historií Dobytí Tunisu, práce trvala devět let; nyní Kunsthistorisches Museum Vídeň.
- 1718–1724 saský kurfiřt a polský král August Silný objednal sérii Měsíce jako sled výjevů válečného umění. Měsíc Březen z této série je ve Victoria and Albert Museu v Londýně, Námořní bitva v Novém zámku v Oberschleissheimu u Mnichova.